# Fate/Zero
《Fate/Zero》(페이트제로)는 니트로 플러스에 소속된 시나리오 라이터인 우로부치 겐이 쓰고 Type-moon의 대표이자 일러스트레이터인 타케우치 타카시가 삽화를 맡은 소설이다. Type-moon의 시나리오 담당인 나스 키노코가 감수를 하였는데 Type-moon 공인의 Fate/Stay Night의 외전 격 작품으로 정의된다. 코믹마켓에서 발매한 동인판(라벨은 TYPE-MOON BOOKS / 전 4권)과 성해사 문고에서 정식으로 발간한 것 (전 6권), 두 종류가 있다.

## 개요
TYPE-MOON의 대표작인 《Fate/stay night》의 배경이 되는 5차 성배전쟁의 10년 전인 4차 성배전쟁을 다룬 스핀오프 작품이다.《Fate/stay night》,《Fate/hollow ataraxia》, 원작자인 나스 기노코가 곳곳에서 언급했던 제4차 성배전쟁에 관련된 설정과 에피소드가 담겨 있으며, 전작의 주인공인 에미야 시로의 양아버지 에미야 키리츠구를 주인공으로하여 여러명의 개성있는 마스터와 서번트, 기타 캐릭터들의 이야기가 진행된다.
니트로 플러스의 시나리오 라이터인 우로부치 겐이 TYPE-MOON측에서 설정만을 받아 자신만의 시나리오대로 집필하였기 때문에 Fate 시리즈의 원작자인 나스 키노코의 난해한 이야기 전개방식에서 벗어나 의외로 괜찮은 평가를 받았다. TYPE-MOON의 골수팬들 사이에선 원작을 뛰어넘어 좋은 작품을 만들었다는 평가.
Fate/Zero 소설판은 두가지 종류가 존재한다. 하나는 2006년~2007년 사이에 일본의 코믹마켓을 통하여 발매한 동인판으로, 1권 『제4차 성배전쟁의 비화
』 / 2권 『왕들의 광연』 / 3권 『쓰러져가는 자들』 / 4권 『연옥의 불길』 총 4권으로 구성되어 있다. 또하나는 일본의 출판사인 성해사에서 2011년 초부터 발간한 정식 문고본으로, 1권 『제4차 성배전쟁의 비화』 / 2권 『영령집결』 / 3권 『왕들의 광연』 / 4권 『쓰러져가는 자들』 / 5권 『어둠의 태동』 / 6권 『연옥의 불길』 총 6권으로 구성되어 있다. 정식 문고본은 기존 동인판과 내용은 같지만, 신작 일러스트를 추가한 것이 특징이다.

## 애니메이션
2011년 초에 TVA판으로의 제작이 결정되었으며, 2011년 10월 2일부터 방영을 시작하였다. 방영시간은 매주 일요일 0시 30분~1시. 제작사는 공의 경계 극장판을 만든『ufotable』, 메인 감독은 공의 경계 극장판을 맡았던 『아오키 에이』, 메인 일러스트레이터 역시 공의 경계 극장판에 참여한 『스도 토모노리 』이다. 성우진은 Fate/Zero 사운드 드라마의 틀을 그대로 유지하고 있다. 총 2쿨(전 25화) 분량이며, 2011년 10월~12월 사이에 1~13화/2012년 4월~6월 사이에 14~25화를 방영하는 2시즌제 방식을 취하였다. 참고로 2011년 10월 2일에 방영된 1화는 0시 00분부터 1시간 스폐셜로 방영되었다.